# Arnedo
Pour les articles homonymes, voir Arnedo (homonymie).
Arnedo est une commune d’Espagne, dans la communauté autonome de la Rioja.

## Histoire
- Événements d'Arnedo

## Climat
| Mois                              | jan. | fév. | mars | avril | mai  | juin | jui. | août | sep. | oct. | nov. | déc. | année |
| --------------------------------- | ---- | ---- | ---- | ----- | ---- | ---- | ---- | ---- | ---- | ---- | ---- | ---- | ----- |
| Température minimale moyenne (°C) | 1,9  | 1,8  | 3,6  | 5,6   | 8,3  | 12,2 | 14,1 | 14   | 12,2 | 8,9  | 4,8  | 2,1  | 7,5   |
| Température moyenne (°C)          | 5,7  | 6,9  | 8,7  | 11,4  | 14,7 | 18,9 | 21,7 | 21,2 | 18,8 | 14,9 | 9,2  | 6,8  | 13,3  |
| Température maximale moyenne (°C) | 9,5  | 12   | 13,8 | 17,1  | 21,1 | 25,5 | 29,3 | 28,3 | 25,3 | 20,8 | 13,6 | 11,5 | 19    |
| Précipitations (mm)               | 30   | 32   | 33   | 63    | 64   | 47   | 34   | 32   | 21   | 27   | 35   | 33   | 451   |

| Diagramme climatique                                  |         |           |           |           |            |            |          |            |           |           |           |
| J                                                     | F       | M         | A         | M         | J          | J          | A        | S          | O         | N         | D         |
| 9,51,930                                              | 121,832 | 13,83,633 | 17,15,663 | 21,18,364 | 25,512,247 | 29,314,134 | 28,31432 | 25,312,221 | 20,88,927 | 13,64,835 | 11,52,133 |
| Moyennes : • Temp. maxi et mini °C • Précipitation mm |         |           |           |           |            |            |          |            |           |           |           |

## Démographie
| 1900  | 1910  | 1920  | 1930  | 1940  | 1950  | 1960  | 1970  | 1981   |
| ----- | ----- | ----- | ----- | ----- | ----- | ----- | ----- | ------ |
| 4 341 | 4 466 | 4 704 | 5 356 | 6 046 | 6 950 | 7 958 | 9 809 | 11 592 |

| 1991   | 2001   | 2010   | - | - | - | - | - | - |
| ------ | ------ | ------ | - | - | - | - | - | - |
| 12 463 | 13 091 | 14 425 | - | - | - | - | - | - |

## Administration

### Conseil municipal
La ville de Arnedo comptait 14 805 habitants aux élections municipales du 26 mai 2019. Son conseil municipal (en espagnol : Pleno del Ayuntamiento) se compose donc de 11 élus.
| Parti | Parti                                    | Voix  | %       | Élus    |
| ----- | ---------------------------------------- | ----- | ------- | ------- |
|       | Parti socialiste ouvrier espagnol (PSOE) | 3 805 | 51,54 % | 10 / 17 |
|       | Parti populaire (PP)                     | 2 187 | 29,62 % | 5 / 17  |
|       | Ciudadanos (C's)                         | 462   | 6,26 %  | 1 / 17  |
|       | Partido Riojano (PR+)                    | 402   | 5,44 %  | 1 / 17  |
|       | Izquierda Unida (IU)                     | 349   | 4,73 %  | 0 / 17  |
|       | Podemos                                  | 178   | 2,41 %  | 0 / 17  |

### Liste des maires
| Mandat    | Maire | Maire                   | Parti |
| --------- | ----- | ----------------------- | ----- |
| 1979-1983 |       | Agapito Moreno Solana   | UCD   |
| 1983-1987 |       | Santiago Orío Pérez     | PSOE  |
| 1987-1991 |       | José Mª León Quiñones   | PSOE  |
| 1991-1995 |       | José Mª León Quiñones   | PSOE  |
| 1995-1999 |       | José Mª León Quiñones   | PSOE  |
| 1999-2003 |       | José Mª León Quiñones   | PSOE  |
| 2003-2007 |       | Juan Antonio Abad Pérez | PP    |
| 2007-2011 |       | Juan Antonio Abad Pérez | PP    |
| 2011-2015 |       | Juan Antonio Abad Pérez | PP    |
| 2015-2019 |       | Javier García Ibáñez    | PSOE  |
| 2019-2023 |       | Javier García Ibáñez    | PSOE  |

## Sport
- Football: CD Arnedo: club fondé en 1949, participe à la Tercera División - Rioja (D4) pour la saison 2019-2020.

## Personnalités liées
- José Izquierdo Martínez (1980), footballeur espagnol, né dans la commune.

## Jumelage
- Parthenay (France) depuis 1991